# Токаровщизна (Білостоцький повіт)
Токаровщизна (пол. Tokarowszczyzna) — село в Польщі, у гміні Міхалово Білостоцького повіту Підляського воєводства.
Населення — 3 особи (2011).
У 1975-1998 роках село належало до Білостоцького воєводства.

## Демографія
Демографічна структура станом на 31 березня 2011 року:
|          | Загалом | Допрацездатний вік | Працездатний вік | Постпрацездатний вік |
| -------- | ------- | ------------------ | ---------------- | -------------------- |
| Чоловіки | 1       | 0                  | 0                | 1                    |
| Жінки    | 2       | 0                  | 0                | 2                    |
| Разом    | 3       | 0                  | 0                | 3                    |